# Saint-Rome-de-Tarn
Saint-Rome-de-Tarn es una comuna francesa situada en el departamento de Aveyron, en la región de Occitania.

## Demografía
| 811 | 729 | 669 | 629 | 676 | 715 | 889 |
| Para los censos de 1962 a 1999 la población legal corresponde a la población sin duplicidades (Fuente: INSEE [Consultar]) |     |     |     |     |     |     |